# Państwowa Szkoła Muzyczna im. Grzegorza Fitelberga w Chorzowie
Państwowa Szkoła Muzyczna im. Grzegorza Fitelberga w Chorzowie (w skrócie: PSM Chorzów) – szkoła muzyczna I i II st., prowadzi działalność w zakresie nauczania na poziomie I stopnia (szkoła podstawowa) oraz II stopnia (szkoła średnia). Nauczanie odbywa się w systemie popołudniowym. Szkoła prowadzi nauczanie na wszystkich instrumentach, z wyjątkiem organów i harfy w zindywidualizowanym procesie nauczania.

## Historia szkoły
Szkoła mieści się przy ulicy gen. H. Dąbrowskiego 43 w Chorzowie, a jej budynek stanowi własność Skarbu Państwa.
Gmach szkoły jako budynek domu mieszkalnego został wzniesiony w 1926 roku, a placówce został przekazany w 1950 roku. Obiekt został rozbudowany i przebudowany w latach 70. XX wieku. W 2019 roku ukończono prace związane z termomodernizacją budynku w ramach programu Ministerstwa Kultury i Dziedzictwa Narodowego pn. Termomodernizacja budynków szkolnictwa artystycznego.
Ważnym elementem gmachu szkolnego jest aula koncertowa, która została oddana do użytku 24 stycznia 1972 r.
Organem prowadzącym i sprawującym nadzór pedagogiczny jest Minister Kultury. Funkcję Wizytatora Regionu VIII i IX – Opolskiego i Śląskiego pełni Wizytator Centrum Edukacji Artystycznej w Warszawie mgr Jolanta Sznajder. 
Działalność szkoły od początku jej istnienia dokumentowana jest w Kronice szkoły i innych dokumentach archiwalnych.
Ponadto od 1991 roku wszystkie najważniejsze koncerty szkolne rejestrowane są w postaci nagrań video, nagrań audiowizualnych.
Dzieje historyczne szkoły mają swoje odzwierciedlenie w zgromadzonych dokumentach i aktach prawnych, które sięgają 1945 roku. 13 maja 1945 roku nastąpiło otwarcie szkoły, której zorganizowanie polecił Tadeuszowi Blatt-Borowskiemu – pismem z 13 marca 1945 r. – Urząd Wojewódzki Śląski w Katowicach – Wydział Kultury i Sztuki.
Z dnia 6 sierpnia tegoż roku pochodzi pismo Urzędu Wojewódzkiego stwierdzające, że Szkoła Muzyczna w Chorzowie została zarejestrowana w tym urzędzie i posiada uprawnienia Średnich Szkół Muzycznych. Zarządzeniem Ministra Kultury i Sztuki z 16 grudnia 1949 r. Chorzowska Szkoła Muzyczna otrzymała nazwę „Miejska Szkoła Muzyczna - Chorzów”, natomiast nazwę Państwowa Szkoła Muzyczna w Chorzowie nadało szkole Zarządzenie Ministra Kultury i Sztuki z 19 grudnia 1949 r.
Początkowo szkoła funkcjonowała w kilku innych lokalizacjach na terenie miasta Chorzowa, przy ulicy Powstańców 6 (kilka pomieszczeń przez kilka dni) oraz w wilii Steinberga przy ulicy Floriańskiej 37. W roku 1955 po przeniesieniu jej z miasta Bytom utworzono Średnią Szkołę Muzyczną.
1 września 1978 r. miało miejsce ważne wydarzenie w życiu szkoły. Dzięki staraniom ówczesnej Dyrekcji Szkoły – Zarządzeniem Ministra Kultury i Sztuki – Państwowa Szkoła Muzyczna II st. otrzymała imię Grzegorza Fitelberga – kompozytora, dyrygenta i pedagoga. Obecną nazwę szkoły – Państwowa Szkoła Muzyczna I i II st. im. Grzegorza Fitelberga – wprowadziło Zarządzenie Ministra Kultury i Sztuki z 29 lipca 1985 r. w sprawie utworzenia, przekształcenia i łączenia niektórych szkół artystycznych.
Organizatorem i pierwszym dyrektorem był Tadeusz Blatt-Borowski, kolejnymi: Stanisław Czarny, Czesław Domagała, Romuald Florian. 1 września 1991 r., po przejściu na emeryturę dyrektora mgr Romualda Floriana, stanowisko to objęła mgr Sabina Widera – absolwentka tutejszej szkoły oraz Akademii Muzycznej im. Karola Szymanowskiego w Katowicach. W 2008 r. dyrektorem została mgr Sabina Kotyczka, w latach 2018–2023 – mgr Anna Zawadzka, a ponownie od 2023 r. mgr Sabina Kotyczka.